# تسميم أليكسي نافالني
تسميم أليكسي نافالني في 20 أغسطس 2020 تم تسميم المعارض الروسي والناشط في مجال مكافحة الفساد أليكسي نافالني بمادة نوفيتشوك (غاز الأعصاب) وتم نقله إلى المستشفى في حالة خطيرة. خلال رحلته من تومسك إلى موسكو أصيب بمرض عنيف ونُقل إلى مستشفى في أومسك بعد هبوط اضطراري هناك، ودخل بعدها في غيبوبة. ثم نقل إلى مستشفى شاريتيه في برلين ألمانيا بعد يومين من الحادثة. تم تأكيد حقيقة التسمم بغاز الأعصاب من قبل خمسة مختبرات معتمدة من منظمة حظر الأسلحة الكيميائية. في 7 سبتمبر أعلن الأطباء أنهم أخرجوا نافالني من الغيبوبة المستحثة وأن حالته قد تحسنت. خرج من المستشفى في 22 سبتمبر 2020. تم العثور على مثبط الكولينستراز من مجموعة نوفيتشوك في عينات الدم والبول والجلد وزجاجة الماء الخاصة به. في الوقت نفسه أوضح تقرير منظمة حظر الأسلحة الكيميائية أن نافالني قد تسمم بنوع جديد من نوفيتشوك، والذي لم يكن مدرجًا في قائمة المواد الكيميائية الخاضعة للرقابة في اتفاقية الأسلحة الكيميائية.
عانى روسيون بارزون آخرون بمن فيهم نشطاء وصحفيون وجواسيس سابقون وخاصة أولئك الذين ينتقدون الكرملين، من هجمات تسمم في العقود الأخيرة، مع أهداف محددة مثل ألكسندر ليتفينينكو وسيرجي سكريبال. يُفترض أن نافالني تعرض للتسمم في هجوم بدوافع سياسية بسبب عمله. قال إيفان زدانوف رئيس مؤسسة نافالني لمكافحة الفساد، إن نافالني قد يكون مسممًا بسبب أحد تحقيقات المؤسسة. اتهم نافالني الرئيس فلاديمير بوتين بأنه مسؤول عن تسممه. فرض الاتحاد الأوروبي والمملكة المتحدة عقوبات بسبب تسميم نافالني لمدير جهاز الأمن الفيدرالي الروسي ألكسندر بورتنيكوف وخمسة مسؤولين روس آخرين رفيعي المستوى ومعهد أبحاث الدولة للكيمياء العضوية والتكنولوجيا. وفقًا للاتحاد الأوروبي أصبح تسميم نافالني ممكنًا «فقط بموافقة المكتب التنفيذي الرئاسي» وبمشاركة جهاز الأمن الفيدرالي الروسي.
رفض المدعون العامون الروس فتح تحقيق جنائي رسمي في حادث التسمم، زاعمين أنهم لم يجدوا أي دليل على ارتكاب جريمة، ونفى الكرملين تورطه في تسميم نافالني.

## التسمم والعلاج
في 20 أغسطس 2020 أصيب نافالني بالمرض أثناء رحلة من تومسك إلى موسكو وتم نقله إلى المستشفى في مستشفى سيتي كلينيك للطوارئ رقم 1 في أومسك. كان التغيير في حالته على متن الطائرة مفاجئًا وعنيفًا، وأظهرت لقطات فيديو أفراد الطاقم وهم يتجهون نحوه ويبكي نافالني بصوت عالٍ.
بعد ذلك قالت المتحدثة باسمه إنه في غيبوبة وبجهاز التنفس الصناعي في المستشفى. وقالت أيضًا إن نافالني لم يشرب الشاي إلا منذ الصباح وكان يشتبه في إضافة شيء ما إلى شرابه. قال المستشفى إنه في حالة مستقرة ولكنها خطيرة، وبعد الاعتراف في البداية بأن نافالني ربما يكون قد تعرض للتسمم، قال نائب كبير الأطباء بالمستشفى للصحفيين إن التسمم هو «أحد السيناريوهات العديدة» التي يجري النظر فيها. على الرغم من أن الأطباء اقترحوا في البداية أنه يعاني من اضطراب التمثيل الغذائي الناجم عن انخفاض نسبة السكر في الدم، إلا أنهم ذكروا لاحقًا أنه على الأرجح تعرض للتسمم بمضادات الذهان أو مضادات الذهان وأنه تم العثور على مواد كيميائية صناعية. صورة على وسائل التواصل الاجتماعي التقطها أحد المعجبين تظهر نافالني وهو يشرب الشاي في مقهى بمطار تومسك، حيث أفادت وكالة أنباء إنترفاكس أن أصحاب المقهى كانوا يفحصون لقطات كاميرات المراقبة لمعرفة ما إذا كان يمكن تقديم أي دليل.
بحلول بعد الظهر وصلت يوليا زوجة نافالني إلى المستشفى قادمة من موسكو. حضرت مع طبيبة نافالني الشخصية أناستاسيا فاسيليفا. لكن السلطات رفضت في البداية السماح لهم بدخول الغرفة. وطالبوا بإثبات في شكل وثيقة زواج أن يوليا كانت بالفعل زوجته. تم إرسال طائرة مستأجرة مدفوعة من مؤسسة السينما من أجل السلام من ألمانيا لإجلاء نافالني من أومسك لتلقي العلاج في شاريتيه في برلين. أعلن الأطباء الذين عالجوه في أومسك في البداية أنه مريض جدًا بحيث لا يمكن نقله لكنهم وافقوا على نقله فيما بعد، ووصل إلى برلين في 22 أغسطس. أخبر ألكسندر موراكوفسكي كبير الأطباء في مستشفى أومسك في المؤتمر الصحفي في 24 أغسطس أنهم أنقذوا حياته ولم يعثروا على أي آثار لأي سم في جسده، كما قال إن الأطباء في المستشفى لم يتعرضوا لضغوط من المسؤولين الروس. أعلن الأطباء الذين عالجوه في شاريتيه في وقت لاحق من ذات اليوم أنه في حين أن المادة المحددة لم تكن معروفة بعد، فإن النتائج السريرية تشير إلى تسمم بمادة من مجموعة عوامل الأعصاب المعروفة باسم مثبطات الكولين، وأنهم سيجرون مزيدًا من الاختبارات لاكتشاف المادة الدقيقة. قد تأتي الأدلة مع نشر الاختبارات المعملية التي بدأت.
اعتبارًا من 2 سبتمبر 2020 كان نافالني في غيبوبة طبية. قال الأطباء الألمان إنه إذا تعافى لا يمكن استبعاد آثار دائمة. كتب الدكتور موراخوفسكي رسالة إلى مستشفى شارتيه يطالبهم فيها بإظهار البيانات المختبرية حول تسممه بمثبطات الكولينستيراز، قائلاً إن الأطباء في مستشفاه لم يجدوا مثل هذا الدليل. وذكر أن انخفاض الكولينستريز ربما حدث إما عن طريق تناول مركب أو بشكل طبيعي، كما نشر تحليلًا مستقلًا مزعومًا يكشف عن عدم وجود مثبطات الكولينستريز. وأكد إعطائه الأتروبين الذي يستخدم لمواجهة بعض عوامل الأعصاب والتسمم بالمبيدات الحشرية، لكنه ادعى أن الأسباب لا علاقة لها بالتسمم. في 7 سبتمبر أخرج الأطباء نافالني من غيبوبة طبية. قالت شاريتي في بيان صحفي: «حالة اليكسي نافالني... قد تحسنت. تم إخراج المريض من غيبوبته الطبية ويتم اخراجه عن أجهزت التنفس الصناعي. إنه يستجيب للمحفزات اللفظية. لا يزال من السابق لأوانه قياس الآثار المحتملة طويلة المدى لتسممه الشديد».
في 10 سبتمبر أفادت وسائل الإعلام أن حماية الشرطة خارج مستشفى شاريتيه قد تم تكثيفها، وأن نافالني كان قادرًا على التحدث مرة أخرى، لكن المتحدثة باسم نافالني وصفت تقارير تعافيه السريع بأنها «مبالغ فيها». في 14 سبتمبر قال مستشفى شاريتيه إن نافالني نُزع من جهاز التنفس الصناعي وأنه قادر على النهوض من السرير. ولأول مرة قال المستشفى إنه نشر البيان عقب مشاورات «مع المريض وزوجته»، وليس زوجته فقط. في 15 سبتمبر قالت المتحدثة باسم نافالني إن نافالني سيعود إلى روسيا. كما نشر نافالني صورة من سريره في المستشفى على وسائل التواصل الاجتماعي لأول مرة منذ تسممه. استبعد الكرملين لقاءً بين نافالني وبوتين. في 22 سبتمبر أعلن الأطباء في مستشفى شاريتي أنه بحالة جيدة بما يكفي للخروج من رعاية المرضى الداخليين.
أثناء التعافي بعد خروجه من مستشفى شاريتيه، صرح نافالني "أؤكد أن بوتين كان وراء الجريمة، وليس لدي أي تفسير آخر لما حدث. يمكن لثلاثة أشخاص فقط إعطاء الأوامر لاتخاذ إجراءات" نشطة "واستخدام نوفيتشوك.. . [لكن] مدير جهاز الأمن الفيدرالي ألكسندر بورتنيكوف ورئيس جهاز المخابرات الخارجية سيرجي ناريشكين لا يمكنهم اتخاذ مثل هذا القرار بدون أوامر بوتين.